# Crossodactylodes septentrionalis
Crossodactylodes septentrionalis é uma espécie de anfíbio da família Leptodactylidae. Endêmica do Brasil, onde pode ser encontrada apenas na Serra das Lontras, no município de Arataca, no estado da Bahia.